# Te quiero, te quiero
Te quiero, te quiero es el álbum debut homónimo del cantante español Nino Bravo. Lanzado en 1970 por el sello discográfico británico Polydor, contó con el arreglo y producción de Juan Carlos Calderón. Algunas canciones destacadas del álbum son Como todos, Te quiero, te quiero y Es el viento.

## Canciones
| 1   |                               |                                                   |          |  |
| N.º | Título                        | Letras                                            | Duración |  |
| 1.  | «Tú cambiarás»                | José Luis Armenteros • Pablo Herrero              | 2:30     |  |
| 2.  | «Como todos»                  | Manuel Alejandro                                  | 3:06     |  |
| 3.  | «Vuelvo a estar sin ti»       | José Luis Armenteros • Pablo Herrero              | 3:46     |  |
| 4.  | «No debo pensar en ti»        | Manuel Alejandro                                  | 2:45     |  |
| 5.  | «Nuestro hogar será el mundo» | José Luis Armenteros • Pablo Herrero              | 3:03     |  |
| 6.  | «Esa será mi casa»            | Álvaro Sebastián • Carmen Fons • Enrique Carnicer |          |  |

| 2   |                                       |                                        |          |  |
| N.º | Título                                | Letras                                 | Duración |  |
| 1.  | «Voy buscando»                        | José Luis Armenteros • Pablo Herrero   | 2:32     |  |
| 2.  | «Te quiero, te quiero»                | Augusto Algueró • Rafael de León       | 2:50     |  |
| 3.  | «En libertad»                         | José Luis Armenteros • Pablo Herrero   | 3:19     |  |
| 4.  | «Es el viento»                        | Augusto Algueró • José Luis Armenteros | 2:38     |  |
| 5.  | «Mi querida mamá (My Yiddishe Momme)» | Jack Tellen • Lew Pollack              | 2:45     |  |
| 6.  | «Aquel atardecer»                     | José Luis Armenteros • Pablo Herrero   | 2:52     |  |